# Ignacio Camacho
Pour les articles homonymes, voir Camacho.
Ignacio « Nacho » Camacho Barnola, né le 4 mai 1990 à Saragosse, est un ancien footballeur international espagnol qui jouait au poste de milieu défensif. Il est le frère cadet du footballeur Juanjo Camacho.

## Biographie

### Carrière en club

#### Atlético Madrid (2008-2011)
Pur produit du centre de formation de l'Atlético Madrid, Camacho fait ses débuts en équipe première le 1er mars 2008 (titulaire, il joue 68 minutes), match gagné 4-2 à domicile contre le grand FC Barcelone. 
Le 3 mai 2008, il marque ses deux premiers buts à domicile en Liga, cette fois contre le Recreativo de Huelva (3-0, la veille de son 18e anniversaire).
Il dispute avec l'Atlético les demi-finales de la Ligue Europa contre l'équipe anglaise de Liverpool en 2010, mais ne prend pas part à la finale remportée par son équipe.
Le 27 août 2010, il entre en toute fin de rencontre, lors de la Supercoupe de l'UEFA gagnée face à l'Inter au Stade Louis-II à Monaco.

#### Málaga CF (2011-2017)
Avec l'équipe de Málaga, il joue près de 180 matchs en première division espagnole.
Il atteint avec cette équipe les quarts de finale de la Ligue des champions en 2013.

#### VfL Wolfsburg (2017-2020)
Le 8 juillet 2017, il quitte Málaga CF et rejoint Wolfsburg pour 15 M€ et signe un contrat de quatre ans.
Il prend sa retraite à la fin de saison 2020 à cause de blessures à répétition.

### Carrière en sélection
Camacho est capitaine de l'équipe d'Espagne des moins de 17 ans. Avec cette équipe, il remporte le championnat d'Europe des moins de 17 ans en 2007, en s'imposant contre l'Angleterre en finale. Il participe dans la foulée à la Coupe du monde des moins de 17 ans 2007 organisée en Corée du Sud. L'Espagne s'incline en finale face au Nigeria, après une séance de tirs au but.
Il dispute ensuite avec la sélection des moins de 19 ans, le championnat d'Europe des moins de 19 ans en 2008. Lors de cette compétition, l'Espagne n'enregistre qu'une seule victoire, contre la Bulgarie.
Par la suite, avec les espoirs, il prend part au championnat d'Europe espoirs en 2013. L'Espagne remporte le tournoi en battant l'Italie en finale.
Le 18 novembre 2014, il débute en équipe d'Espagne sous les ordres de Vicente del Bosque, lors d'un match amical face à l'Allemagne à Vigo.

## Statistiques
| Saison                | Club                  | Championnat           | Championnat | Championnat | Coupe(s) nationale(s) | Coupe(s) nationale(s) | Supercoupe | Supercoupe | Compétition(s) continentale(s) | Compétition(s) continentale(s) | Compétition(s) continentale(s) | Barrages Bundesliga | Barrages Bundesliga | Supercoupe UEFA | Supercoupe UEFA | Total | Total |
| Saison                | Club                  | Division              | M.          | B.          | M.                    | B.                    | M.         | B.         | Comp.                          | M.                             | B.                             | M.                  | B.                  | M.              | B.              | M.    | B.    |
| 2007-2008             | Atlético Madrid       | Liga                  | 10          | 2           | 1                     | 0                     | -          | -          | -                              | -                              | -                              | -                   | -                   | -               | -               | 11    | 2     |
| 2008-2009             | Atlético Madrid       | Liga                  | 8           | 0           | 3                     | 0                     | -          | -          | C1                             | 1                              | 0                              | -                   | -                   | -               | -               | 12    | 0     |
| 2009-2010             | Atlético Madrid       | Liga                  | 12          | 0           | 3                     | 0                     | -          | -          | C1+C3                          | 1+6                            | 0+0                            | -                   | -                   | -               | -               | 22    | 0     |
| 2010-2011             | Atlético Madrid       | Liga                  | -           | -           | 2                     | 0                     | -          | -          | C3                             | 2                              | 0                              | -                   | -                   | 1               | 0               | 5     | 0     |
| Sous-total            | Sous-total            | Sous-total            | 30          | 2           | 9                     | 0                     | -          | -          | -                              | 10                             | 0                              | -                   | -                   | 1               | 0               | 50    | 2     |
| 2010-2011             | Malaga CF             | Liga                  | 15          | 0           | 1                     | 0                     | -          | -          | -                              | -                              | -                              | -                   | -                   | -               | -               | 16    | 0     |
| 2011-2012             | Malaga CF             | Liga                  | 13          | 1           | 1                     | 0                     | -          | -          | -                              | -                              | -                              | -                   | -                   | -               | -               | 14    | 1     |
| 2012-2013             | Malaga CF             | Liga                  | 33          | 2           | 4                     | 1                     | -          | -          | C1                             | 11                             | 0                              | -                   | -                   | -               | -               | 48    | 3     |
| 2013-2014             | Malaga CF             | Liga                  | 33          | 5           | 1                     | 0                     | -          | -          | -                              | -                              | -                              | -                   | -                   | -               | -               | 34    | 5     |
| 2014-2015             | Malaga CF             | Liga                  | 25          | 2           | 3                     | 2                     | -          | -          | -                              | -                              | -                              | -                   | -                   | -               | -               | 28    | 4     |
| 2015-2016             | Malaga CF             | Liga                  | 23          | 2           | 1                     | 0                     | -          | -          | -                              | -                              | -                              | -                   | -                   | -               | -               | 24    | 2     |
| 2016-2017             | Malaga CF             | Liga                  | 35          | 4           | -                     | -                     | -          | -          | -                              | -                              | -                              | -                   | -                   | -               | -               | 35    | 4     |
| Sous-total            | Sous-total            | Sous-total            | 177         | 16          | 11                    | 3                     | -          | -          | -                              | 11                             | 0                              | -                   | -                   | -               | -               | 199   | 19    |
| 2017-2018             | VfL Wolfsburg         | Bundesliga            | 11          | 0           | 2                     | 1                     | -          | -          | -                              | -                              | -                              | 2                   | 0                   | -               | -               | 15    | 1     |
| 2018-2019             | VfL Wolfsburg         | Bundesliga            | 6           | 0           | -                     | -                     | -          | -          | -                              | -                              | -                              | -                   | -                   | -               | -               | 6     | 0     |
| Sous-total            | Sous-total            | Sous-total            | 17          | 0           | 2                     | 1                     | -          | -          | -                              | -                              | -                              | 2                   | 0                   | -               | -               | 21    | 1     |
| Total sur la carrière | Total sur la carrière | Total sur la carrière | 218         | 18          | 22                    | 4                     | -          | -          | -                              | 23                             | 0                              | 2                   | 0                   | 1               | 0               | 266   | 22    |

## Palmarès

### En club
- Atlético de Madrid
  - Vainqueur de la Ligue Europa en 2010
  - Finaliste de la Coupe d'Espagne en 2010
  - Vainqueur de la Supercoupe de l'UEFA en 2010

### Sélection
- Espagne -17 ans
  - Vainqueur du championnat d'Europe des moins de 17 ans en 2007
  - Finaliste de la Coupe du monde des moins de 17 ans en 2007

- Espagne espoirs
  - Vainqueur du championnat d'Europe espoirs en 2013